# Albanais
Cette page contient des caractères spéciaux ou non latins. S’ils s’affichent mal (▯, ?, etc.), consultez la page d’aide Unicode.
Cet article concerne la langue albanaise. Pour les autres significations du nom albanais, voir Albanais (homonymie).
Ne doit pas être confondu avec Albanien.
L'albanais (shqip /ʃc͡çip/ en albanais) est une langue qui constitue à elle seule une branche de la famille des langues indo-européennes, issue des langues paléo-balkaniques.
Il est parlé par presque 6,1 millions de personnes et comprend les variétés de l'arberèche, de l'arvanitique, du guègue et du tosque.

## Classification

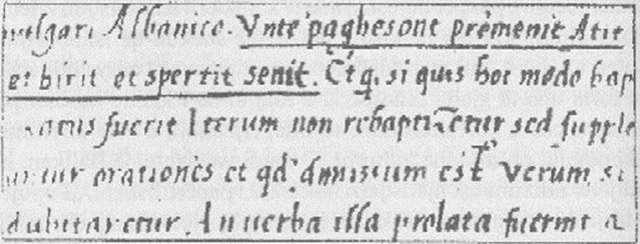
La formule du baptême de Pal Engjëlli, premier écrit en albanais connu.

La plupart des linguistes considèrent aujourd'hui que l'albanais appartient à l'ensemble thraco-illyrien des langues indo-européennes. On a longtemps considéré l'albanais comme une langue indo-européenne isolée puisque la langue antique dont il descend était inconnue et que sa phonologie et sa grammaire sont à un stade d'évolution atypique de l'indo-européen. L'albanais a pourtant de nombreuses caractéristiques communes avec les langues géographiquement voisines avec lesquelles il forme l'union linguistique balkanique. Comme en grec, certains termes sont pré-indoeuropéens comme kok (« tête »), sukë (« colline »), derr (« cochon »), que le paléolinguiste et bascologue Michel Morvan rapproche du pré-occitan kuk, suk (« hauteur ») ou du basque zerri (ou txerri, « porc »).
Cet ensemble est géographique plutôt que linguistique, et l'albanais, langue satem, comprend des éléments issus des deux branches, illyrienne (« satem ») et thrace (« centum »), langues mortes très peu documentées et ne permettant pas que l'on détermine avec précision sa position dans l'ensemble. Pour déterminer les liens que l'albanais entretient avec les autres langues indo-européennes, il a fallu reconstruire l'histoire de son phonétisme, afin d'isoler son fond lexical ancien des emprunts aux langues voisines. Sur cette base, on a pu clairement démontrer le caractère indo-européen particulier de l'albanais.
Selon les travaux des linguistes Walter Porzig, Eqrem Çabej, Eric Hamp, Petro Zheji ou Bernard Sergent, l'existence d'un lexique commun à l'aroumain, au roumain (langues romanes orientales) et à l'albanais, ainsi que la toponymie côtière de l'Albanie, ont fait supposer une origine partiellement thrace (peut-être carpienne) des ancêtres des Albanais, qui auraient initialement évolué plus à l'est qu'aujourd'hui, dans les actuelles Macédoine du Nord et Serbie méridionale, au contact des aires linguistiques illyrienne et thrace.
Cependant, comme l'illyrien appartient au même groupe de langues indo-européennes que l'albanais (classé comme formant un groupe de langues indo-européennes à lui seul parmi les langues indo-européennes d'aujourd'hui) les philologues protochronistes en déduisent que l'albanais descend « directement et exclusivement » de l'illyrien. Le rapprochement entre l'albanais et l'illyrien a été fait dès 1709 par Gottfried Wilhelm Leibniz, qui appelle l'albanais « la langue des anciens Illyriens ». Plus tard, le linguiste Gustav Meyer (1850-1900) déclara « Appeler les Albanais les nouveaux Illyriens est aussi juste que d'appeler les Grecs actuels "Grecs modernes". » La langue albanaise constituait pour lui l'étape la plus récente de l'un des dialectes illyriens.
Bien que les indo-européanistes modernes ne souscrivent guère à l'hypothèse d'une filiation immédiate, beaucoup de linguistes actuels soutiennent que l'albanais descend de l'illyrien, et la parenté directe entre les deux langues est également admise dans divers ouvrages historiques. On avance même parfois l'hypothèse que la frontière linguistique entre les dialectes guègue et tosque trouverait son origine dans la limite entre les domaines des dialectes épirote et « illyrien proprement dit » de l'illyrien. À l'appui de ces théories, on mentionne que des anthroponymes albanais actuels sembleraient également avoir leur correspondant illyrien : c'est ainsi qu'à l'albanais dash (« bélier ») correspondrait l'illyrien Dassius, Dassus, de même l'albanais bardhi (« blanc ») correspondrait à Bardus, Bardullis, Bardyllis,. Quelques ethnonymes de tribus illyriennes sembleraient aussi avoir leur correspondant albanais : c'est ainsi que le nom des Dalmates correspondrait à l'albanais delmë (« brebis »), et le nom des Dardaniens correspondrait à l'albanais dardhë (« poire, poirier »). Mais l'argument principal en faveur de cette thèse, officielle durant la période communiste, est géographique : les zones où est parlé l'albanais correspondent à une extrémité orientale du domaine « illyrien ».
Conformément à ces positions protochronistes, une étude du New York Times classe l'albanais en 2012 comme une des plus anciennes langues d'Europe, apparue au même moment que le grec et l'arménien, et conclut que les langues albanaise et illyrienne sont issues « directement » l'une de l'autre. L'appartenance de l'albanais et de l'illyrien au groupe linguistique « satem » semble renforcer cette hypothèse. En revanche, les chercheurs autrichiens Stefan Schumacher et Joachim Matzinger de l'Université de linguistique de Vienne ont conclu que la langue albanaise ne provient pas de l'illyrien. Joachim Matzinger dit que les deux langues n'ont presque rien en commun quand on les compare.

## Répartition géographique

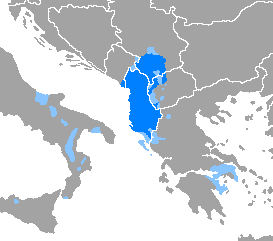
Aire de répartition historique de l'albanais : en bleu pâle, au XIXe siècle.

Trois millions et demi d'albanophones vivent en Albanie. Les autres locuteurs se trouvent au Kosovo, en Serbie dans la vallée de Preševo, en Macédoine du Nord, en Turquie, au Monténégro, en Italie et en Grèce.
En Grèce, les Arvanites sont des albanophones chrétiens orthodoxes qui parlaient un dialecte tosque, mais tous parlent le grec. En Turquie, on estime le nombre d'albanophones d’origine à près de 5 millions, mais la plupart d'entre eux parlent maintenant le turc. Il s'agit d'albanophones musulmans originaires de Macédoine, du Kosovo ou de la Grèce, qui ont été déplacés de force en Turquie après le traité de Lausanne et selon les dispositions de celui-ci. On les retrouve principalement à Istanbul, Bursa, Izmir et sur les côtes de la mer Égée.
On trouve également une communauté albanophone catholique répartie dans une quarantaine de villages en Italie du sud et en Sicile, les Arberèches, qui descendent des Albanais émigrés au XVe siècle (à la suite de l'invasion des Balkans par les Ottomans).
Il est enfin parlé par quelques petits groupes en Bulgarie, en Roumanie, en Ukraine, ainsi que par une diaspora nombreuse aux États-Unis, en Suisse, en Allemagne et en Australie, en Suède.

### Statut officiel
L'albanais est langue officielle en Albanie, au Kosovo et en Macédoine du Nord. En Italie, la langue et la culture albanaises sont protégées (statut de minorité linguistique).
L'albanais a été interdit dans les écoles durant l'occupation ottomane jusqu'en 1909, lorsque le congrès de Dibër a finalement autorisé les écoles albanaises à l'utiliser.

## Écriture
Les plus anciens textes conservés datent du XVe siècle. Il s'agit d'abord d'une formule baptismale de 1462. La langue écrite standard actuelle, en caractères de l'alphabet latin, a été élaborée sur la base du dialecte tosque.

### Ordre alphabétique et valeur des graphèmes
La transcription suit les usages de l'alphabet phonétique international.
| A   | B   | C    | Ç    | D   | Dh  | E   | Ë   | F   | G   | Gj   | H   | I   | J   | K   | L   | Ll  | M   | N   | Nj  | O   | P   | Q    | R   | Rr  | S   | Sh  | T   | Th  | U   | V   | X    | Xh   | Y   | Z   | Zh  |
| a   | b   | c    | ç    | d   | dh  | e   | ë   | f   | g   | gj   | h   | i   | j   | k   | l   | ll  | m   | n   | nj  | o   | p   | q    | r   | rr  | s   | sh  | t   | th  | u   | v   | x    | xh   | y   | z   | zh  |
| [a] | [b] | [t͡s] | [t͡ʃ] | [d] | [ð] | [ɛ] | [ə] | [f] | [ɡ] | [ɟ͡ʝ] | [h] | [i] | [j] | [k] | [l] | [ɫ] | [m] | [n] | [ɲ] | [ɔ] | [p] | [c͡ç] | [ɾ] | [r] | [s] | [ʃ] | [t] | [θ] | [u] | [v] | [d͡z] | [d͡ʒ] | [y] | [z] | [ʒ] |

Le W n’est utilisé que dans les mots d’origine étrangère et les mots d’emprunt utilisant le X l’écrivent KS et GZ.

### Histoire
Cet alphabet est utilisé officiellement depuis la normalisation de 1908. Il utilise des digrammes et deux diacritiques, le tréma ainsi que la cédille (on peut aussi compter l'accent circonflexe servant au guègue, souvent remplacé par un tilde dans des ouvrages de linguistique). Les digrammes et les lettres diacritées comptent pour des graphèmes indépendants et non comme des variantes (ce qui est le cas pour ‹ é ›, ‹ è ›, ‹ ê › et ‹ ë › en français, variantes de ‹ e › pour le classement alphabétique). L'albanais était noté auparavant par divers alphabets originaux, comme l’alphabet turc ottoman, l’écriture de Todhri, l'elbasan, le buthakukye et l'argyrokastron, le grec, le cyrillique ou un alphabet latin modifié différent de celui qui est utilisé de nos jours.

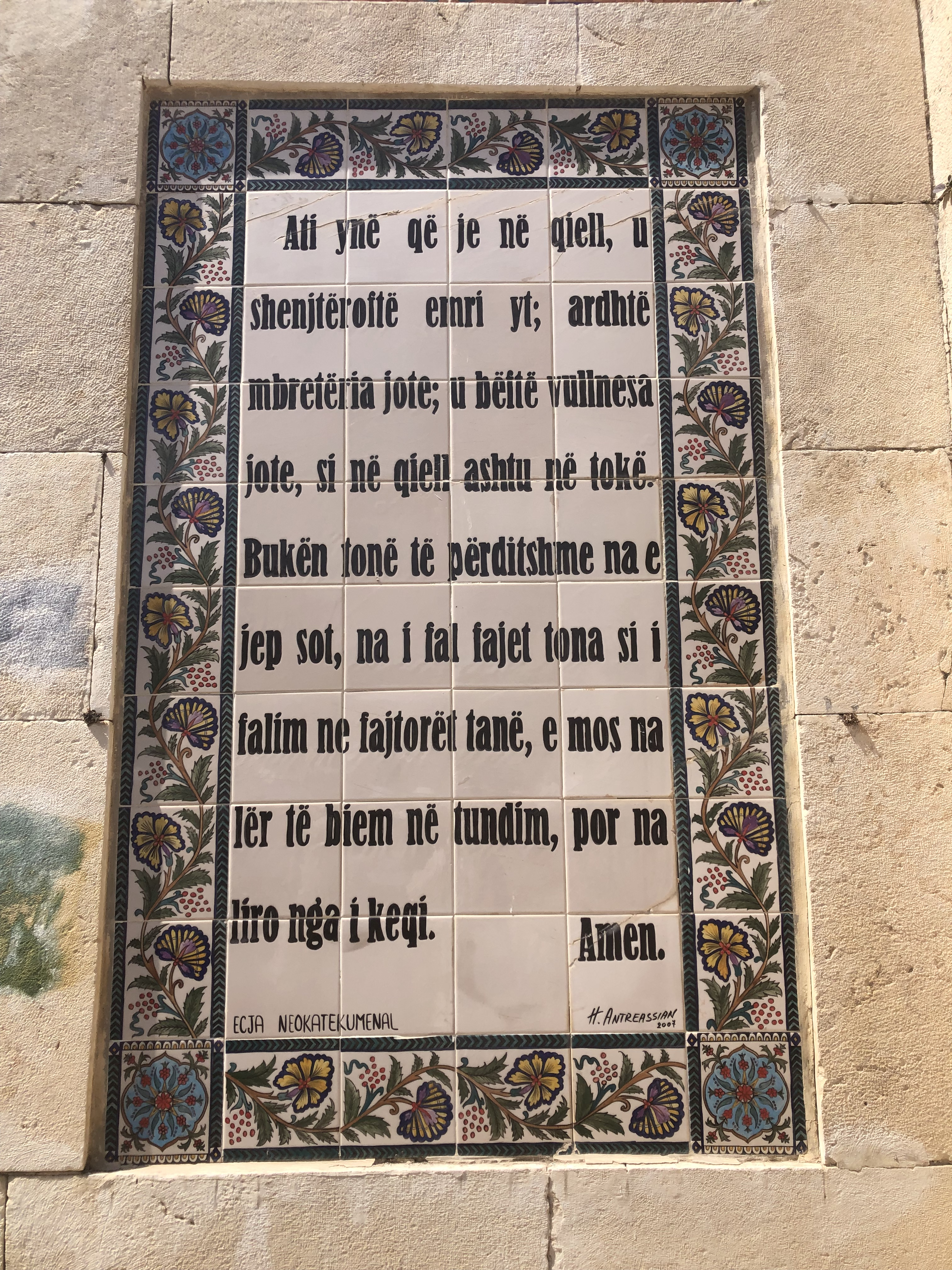
Specimen de texte: Le Pater Noster en albanais (Carmel du Pater Noster, Jérusalem)

L'alphabet actuel est presque phonologique : dans l'absolu, toutes les lettres se lisent et toujours de la même manière, à l'exception du e caduc. On a donné dans le tableau ci-dessus les réalisations des lettres dans la prononciation standard. Il y a des variantes dialectales.

### Remarques
L'alphabet albanais compte 36 lettres : sept voyelles (A, E, Ë, I, O, U, Y) et vingt-neuf consonnes (B, C, Ç, D, Dh, F, G, Gj, H, J, K, L, Ll, M, N, Nj, O, P, Q, R, Rr, S, Sh, T, Th, U, V, X, Xh, Y, Z, Zh).

#### Voyelles
Si le guègue possède encore des voyelles nasalisées, notées par un circonflexe au-dessus de la voyelle correspondante, le tosque les a perdues. La représentation du système vocalique albanais est alors assez simple.
La voyelle ë [ə] (comme le e de « je ») est souvent omise dans la prononciation lorsqu'elle est en position finale et atone après une seule consonne : [ə] [- accent tonique] > Ø / C_#.

#### Consonnes
La transcription des phonèmes de l'albanais selon la normalisation mise en place en 1908 peut sembler assez déroutante. En effet, plusieurs traditions orthographiques sont en jeu :
- diverses langues d'Europe de l'Est pour la valeur des lettres simples ;
- le serbo-croate (version latine) pour ‹ -j › dans les digrammes ;
- l'anglais pour ‹ -h › dans les digrammes ;
- le français pour le choix de signes diacritiques permettant de faire usage de machines dotées d'un clavier français pour la dactylographie ;
- d'autres traditions albanaises pour ‹ ç › et ‹ q ›.

La palatalisation des consonnes est notée par ‹ -j › subséquent (‹ j › seul notant /j/) : ‹ gj › = /ɟ͡ʝ/ (comparable au hongrois ‹ gy › dans magyar) et ‹ nj › = [ɲ] (français ‹ gn › dans gnon). Quand il faut représenter /gj/ et /nj/, on remplace ‹ j › par ‹ i ›, afin d'éviter l'ambiguïté : /gja/ s'écrit donc ‹ gia ›, ‹ gja › notant déjà /ɟ͡ʝa/.
La consonne affriquée sourde palatale /c͡ç/ est notée par ‹ q ›. La spirantisation peut être notée par un ‹ -h › subséquent, ce qui est le cas pour ‹ dh › [ð] (anglais ‹ th › dans then) et ‹ th › [θ] (anglais ‹ th › dans thin), mais pas pour ‹ sh › [ʃ] (français ‹ ch › dans chien), ‹ xh › [d͡ʒ] (approximativement le français ‹ dj › dans Djibouti) ni ‹ zh › [ʒ] (français ‹ j › dans je). Dans ce cas, ‹ -h › indique le caractère postalvéolaire des consonnes.
Les affriquées sifflantes sont notées par ‹ c ›, /t͡s/ (français ‹ ts › dans tsar), pour la sourde, et ‹ x ›, /d͡z/ (italien ‹ z › dans zero), pour la sonore ; les affriquées chuintantes par ‹ ç ›, [t͡ʃ] (comme ‹ tch › dans tchèque), et ‹ xh › [d͡ʒ].

#### Autres cas notables
Il existe encore deux digrammes à retenir : ‹ ll › [ɫ] (L sombre de l'anglais dans full) et ‹ rr › [r] (r roulé à plusieurs battements comme en espagnol perro), qui s'opposent à ‹ l › [l] et ‹ r › [ɾ] (r battu bref comme en espagnol dans pero).
On peut trouver une séquence ng- à l'initiale, qui n'est pas un digramme. Le jeu de la variation combinatoire fait qu'une telle séquence se prononce vraisemblablement [ŋg] (comme ng en anglais finger).

## Exemples
| Traduction | Albanais | Prononciation standard (phonèmes) |
| ---------- | -------- | --------------------------------- |
| terre      | tokë     | /tɔk/                             |
| ciel       | qiell    | /c͡çiɛɫ/                           |
| eau        | ujë      | /uj/                              |
| feu        | zjarr    | /zjar/                            |
| homme      | burrë    | /bur/                             |
| femme      | grua     | /gɾua/                            |
| manger     | ha       | /ha/                              |
| boire      | pi       | /pi/                              |
| grand      | i madh   | /i mað/                           |
| petit      | i vogël  | /i vɔgəl/                         |
| nuit       | natë     | /nat/                             |
| jour       | ditë     | /dit/                             |